# Список земноводних Франції
Цей список є списком видів земноводних, спостережених на території Франції. У фауні Франції спостерігається 46 видів земноводних: 32 види жаб та 13 видів саламандр. З них три види є ендеміками Франції, а три види чужорідними.

## Ряд Хвостаті (Caudata)
Представники ряду Хвостаті відрізняються від інших сучасних земноводних видовженим тілом та наявністю у дорослих тварин хвоста. До нього відносяться саламандри та тритони. Налічує понад 580 видів, з них у Франції трапляється 13 видів.

### Родина Саламандрові (Salamandridae)
| Українська назва                     | Латинська назва        | Автор таксона                              | Статус МСОП | Зображення |
| Ряд: Хвостаті (Caudata)              |                        |                                            |             |            |
| Родина: Саламандрові (Salamandridae) |                        |                                            |             |            |
| Тритон звичайний                     | Lissotriton vulgaris   | Linnaeus, 1758                             | LC          |            |
| Тритон перетинчастий                 | Lissotriton helveticus | Razoumovsky, 1789                          | LC          |            |
| Тритон гребінчастий                  | Triturus cristatus     | Laurenti, 1768                             | LC          |            |
| Тритон сіроплямистий                 | Triturus carnifex      | (Laurenti, 1768)                           | LC          |            |
| Тритон гірський                      | Triturus alpestris     | (Laurenti, 1768)                           | LC          |            |
| Тритон мармуровий                    | Triturus marmoratus    | Latreille, 1800                            | LC          |            |
| Саламандра вогняна                   | Salamandra salamandra  | (Shaw, 1802)                               | LC          |            |
| Саламандра альпійська                | Salamandra atra        | (Laurenti, 1768)                           | LC          |            |
| Саламандра корсиканська              | Salamandra corsica     | Savi, 1838                                 | LC          |            |
| Саламандра Ланци                     | Salamandra lanzai      | Nascetti, Andreone, Capula & Bullini, 1988 | VU          |            |
| Тритон корсиканський                 | Euproctus montanus     | Savi, 1838                                 | LC          |            |
| Тритон піренейський                  | Calotriton asper       | Dugès, 1852                                | NT          |            |

### Родина Безлегеневі саламандри (Plethodontidae)
| Українська назва                                | Латинська назва        | Автор таксона | Статус МСОП | Зображення |
| Ряд: Хвостаті (Caudata)                         |                        |               |             |            |
| Родина: Безлегеневі саламандри (Plethodontidae) |                        |               |             |            |
| Печерна саламандра французька                   | Speleomantes strinatii | Aellen, 1958  | NT          |            |

## Ряд Безхвості (Anura)
До ряду відносяться жаби та ропухи. Ряд налічує понад 6000 видів, з яких у Франції трапляється 32 види.

### Родина Райкові (Hylidae)
| Українська назва          | Латинська назва   | Автор таксона    | Статус МСОП | Зображення |
| Ряд: Безхвості (Anura)    |                   |                  |             |            |
| Родина: Райкові (Hylidae) |                   |                  |             |            |
| Райка середземноморська   | Hyla meridionalis | Boettger, 1874   | LC          |            |
| Райка іберійська          | Hyla molleri      | Bedriaga, 1889   | NE          |            |
| Райка сардинська          | Hyla sarda        | (De Betta, 1853) | LC          |            |
| Райка деревна             | Hyla arborea      | Linnaeus, 1758   | LC          |            |

### Родина Жаб'ячі (Ranidae)
| Українська назва          | Латинська назва         | Автор таксона                           | Статус МСОП | Зображення |
| Ряд: Безхвості (Anura)    |                         |                                         |             |            |
| Родина: Жаб'ячі (Ranidae) |                         |                                         |             |            |
| Велика зелена жаба        | Lithobates catesbeianus | (Shaw, 1802)                            | LC          |            |
|                           | Pelophylax bedriagae    | (Camerano, 1882)                        | LC          |            |
| Жаба їстівна              | Pelophylax esculentus   | (Linnaeus, 1758)                        | NE          |            |
|                           | Pelophylax grafi        | (Crochet, Dubois, Ohler & Tunner, 1995) | NE          |            |
| Жаба ставкова             | Pelophylax lessonae     | Camerano, 1882                          | LC          |            |
|                           | Pelophylax perezi       | (López-Seoane, 1885)                    | LC          |            |
| Жаба озерна               | Pelophylax ridibundus   | Pallas, 1771                            | LC          |            |
| Жаба сахарська            | Pelophylax saharicus    | (Boulenger, 1913)                       | LC          |            |
| Жаба гостроморда          | Pelophylax arvalis      | (Nilsson, 1842)                         | LC          |            |
| Жаба прудка               | Pelophylax dalmatina    | Bonaparte, 1840                         | LC          |            |
| Жаба піренейська          | Rana pyrenaica          | Serra-Cobo, 1993                        | EN          |            |
| Жаба трав'яна             | Rana temporaria         | Linnaeus, 1758                          | LC          |            |

### Родина Повитухові (Alytidae)
| Українська назва              | Латинська назва          | Автор таксона                           | Статус МСОП | Зображення |
| Ряд: Безхвості (Anura)        |                          |                                         |             |            |
| Родина: Повитухові (Alytidae) |                          |                                         |             |            |
| Жаба-повитуха звичайна        | Alytes obstetricans      | Laurenti, 1768                          | LC          |            |
| Строката жаба корсиканська    | Discoglossus montalentii | Lanza, Nascetti, Capula & Bullini, 1984 | LC          |            |
| Круглоязикова жаба прикрашена | Discoglossus pictus      | Otth, 1837                              | LC          |            |
| Строката жаба тіренська       | Discoglossus sardus      | Tschudi, 1837                           | LC          |            |

### Родина Кумкові (Bombinatoridae)
| Українська назва                 | Латинська назва   | Автор таксона   | Статус МСОП | Зображення |
| Ряд: Безхвості (Anura)           |                   |                 |             |            |
| Родина: Кумкові (Bombinatoridae) |                   |                 |             |            |
| Кумка жовточерева                | Bombina variegata | (Linnaeus 1758) | LC          |            |
| Кумка червоночерева              | Bombina bombina   | L., 1761        | LC          |            |

### Родина Ропухові (Bufonidae)
| Українська назва             | Латинська назва       | Автор таксона    | Статус МСОП | Зображення |
| Ряд: Безхвості (Anura)       |                       |                  |             |            |
| Родина: Ропухові (Bufonidae) |                       |                  |             |            |
| Ропуха очеретяна             | Epidalea calamita     | (Laurenti, 1768) | LC          |            |
| Ропуха звичайна              | Bufo bufo             | (Linnaeus, 1758) | LC          |            |
| Ропуха зелена                | Pseudepidalea viridis | (Laurenti, 1768) | LC          |            |

### Родина Часничницеві (Pelobatidae)
| Українська назва                   | Латинська назва     | Автор таксона    | Статус МСОП | Зображення |
| Ряд: Безхвості (Anura)             |                     |                  |             |            |
| Родина: Часничницеві (Pelobatidae) |                     |                  |             |            |
| Часничниця звичайна                | Pelobates fuscus    | (Laurenti, 1768) | LC          |            |
| Часничниця західна                 | Pelobates cultripes | Cuvier, 1829     | VU          |            |

### Родина Мулові жаби (Pelodytidae)
| Українська назва                  | Латинська назва     | Автор таксона | Статус МСОП | Зображення |
| Ряд: Безхвості (Anura)            |                     |               |             |            |
| Родина: Мулові жаби (Pelodytidae) |                     |               |             |            |
| Мулова жаба плямиста              | Pelodytes punctatus | Daudin, 1802  | LC          |            |

### Родина Піпові (Pipidae)
| Українська назва         | Латинська назва | Автор таксона | Статус МСОП | Зображення |
| Ряд: Безхвості (Anura)   |                 |               |             |            |
| Родина: Піпові (Pipidae) |                 |               |             |            |
| Шпоркова жаба гладенька  | Xenopus laevis  | Daudin, 1802  | LC          |            |